# HoverRace
Hoverrace es un videojuego shareware creado por Grokksoft Inc. en el año 1996.
El objetivo principal de HoverRace, es presentar un juego de carreras 3D, simulado por vehículos impulsados por turbinas.
El juego puede ser jugado por 2 jugadores en un mismo ordenador, y hasta 10 jugadores por conexión online.

## Actualizaciones
En el juego presente, se le ha añadido un vehículo llamado Eón, una lista de récords de usuario donde se le es posible descargar niveles, un software llamado Hovercad para diseñar etapas el cual esta en procedimiento de actualización y un foro para la comunidad del juego.
También se ha actualizado para jugar de a 4 jugadores, poder tener una puntuación en torneos de guerra, en las cuales consiste en combatir atacando con armas del mismo juego, y un nuevo programa llamado Hovercad Unlimited (Hovercad Ilimitado), el cual servirá para hacer lo que sea en el juego, desde nuevas texturas, hasta nuevas opciones.

## Hamachi
El juego requiere de conexión hamachi para realizar un juego en línea con el uso de Firewall.

## Vehículos e ítems

### Vehículos
En el juego hayamos 4 vehículos, y cada uno con sus características.
- Basic: normal, con las cualidades más corrientes.
- Bi-Turbo: Más rápido que lo normal, salta poco.
- Low CX: Algo descontrolable, pero te permite saltar muy alto.
- EON: Lento, salta más alto, un poco más preciso.

### Ítems
Los items existentes hasta el comienzo del año 2009 son los siguientes: 
- Booster: combustible que te hace más rápido por un lapso de tiempo.
- Mina: esta si la pisas te descontrolas, una arma muy cargante en un juego de guerra, porque debes tocarla y perder en ella para obtenerla.
- Misil: con esta la disparas y rebota en las murallas hasta tocar al oponente, luego de un lapso de tiempo desaparece, y aparece otra para lanzar.

## Trivia
- La idea no fue terminada al comienzo del proyecto para Coliseo.cl, sitio web de juegos en línea de Entel Chile.
- El vehículo de Eon, su nombre es basado en el proyecto de E-on, para hoverrace, pero el proyecto al final fue cancelado.